# Limnological Review
Limnological Review là một tạp chí khoa học và công nghệ của Ba Lan, được xuất bản bởi Hiệp hội Hồ học (Limnological) Ba Lan. Tạp chí là nơi xuất bản các công trình nghiên cứu khoa học ở các lĩnh vực môi trường nước ngọt, từ sông hồ đến đất ngập nước, từ vật lý và hóa học đến giới hạn sinh học. Trong đó bao gồm nghiên cứu dựa trên thực địa, thực nghiệm, cũng như lý thuyết, đặc biệt nhấn mạnh vào: Địa lý vật lý; Thủy văn; Sinh học dưới nước; Sinh thái học; Thủy văn và độc chất thủy sản; Trầm tích học; Kỹ thuật về môi trường; Địa tin học. Tạp chí xuất bản bằng tiếng Anh, một năm có bốn số. Tất cả các bài báo trên tạp chí đều được truy cập miễn phí trên cơ sở Truy cập Mở (Open access).

## Mã số xuất bản
- ISSN: 1642-5952  (bản in)
- eISSN: 2300-7575 (bản điện tử)
- GICID: 71.0000.1501.6073
- DOI:  10.2478/limre
- Cơ quan xuất bản: Hiệp hội Hồ học Ba Lan.

## Chỉ số ảnh hưởng
- Chỉ số SJR (Scimago Journal Rank) năm 2019: 0.141[3]
- Chỉ số SNIP (Source Normalized Impact per Paper) năm 2019: 0.473[3]
- Chỉ số Scopus CiteScore năm 2019: 0.2[3]
- Chỉ số H Index năm 2019: 2[4]
- Danh mục tạp chí SCIE năm 2019: Nhóm Q4[4]
- Polish Journal of Ecology được lập chỉ mục trích dẫn khoa học ở các cơ sở dữ liệu[5]: 
  - AGRICOLA (National Agricultural Library)
  - Arianta
  - Baidu Scholar
  - Bibliografia Geologiczna Polski
  - CABI (over 50 subsections)
  - Chemical Abstracts Service (CAS) - CAplus
  - Chemical Abstracts Service (CAS) - SciFinder
  - CNKI Scholar (China National Knowledge Infrastructure)
  - CNPIEC - cnpLINKer
  - Dimensions
  - DOAJ (Directory of Open Access Journals)
  - EBSCO (relevant databases)
  - EBSCO Discovery Service
  - Engineering Village
  - GeoRef
  - Google Scholar
  - Index Copernicus
  - Inspec
  - Japan Science and Technology Agency (JST)
  - J-Gate
  - JournalGuide
  - JournalTOCs
  - KESLI-NDSL (Korean National Discovery for Science Leaders)
  - Microsoft Academic
  - MyScienceWork
  - Naver Academic
  - Naviga (Softweco)
  - POL-index
  - Primo Central (ExLibris)
  - ProQuest (relevant databases)
  - Publons
  - QOAM (Quality Open Access Market)
  - ReadCube
  - Reaxys
  - SCImago (SJR)
  - SCOPUS
  - Semantic Scholar
  - Summon (ProQuest)
  - TDNet
  - Ulrich's Periodicals Directory/ulrichsweb
  - WanFang Data
  - WorldCat (OCLC)